# Aleiodes aciculatus
Aleiodes aciculatus är en stekelart som beskrevs av Cresson 1869. Aleiodes aciculatus ingår i släktet Aleiodes och familjen bracksteklar. Inga underarter finns listade i Catalogue of Life.